# Otto Faist
Otto Faist (Karlsruhe, 11 marzo 1903 – Kovel, febbraio 1946) è stato un allenatore di calcio tedesco, vincitore di tre campionati tedeschi con lo Schalke 04.

## Carriera
Ex velocista, nel 1930 intraprende la carriera di allenatore di calcio al Wiesbaden. Nel 1933 s'iscrive al Partito Nazista e nel 1942 la Wehrmacht lo richiama nell'esercito: allena il Luftwaffensportverein Mölders Cracovia che vince la Coppa del Governatorato Generale nel 1943 e nel 1944. Tornato a combattere durante la seconda guerra mondiale, i sovietici lo fanno prigioniero e lo trasferiscono prima a Elsterhorst poi a Kovel, nella RSS Ucraina. Muore attorno al febbraio 1946 probabilmente dopo aver contratto il tifo.

## Palmarès
- Campionato tedesco: 3

Schalke 04: 1938-1939, 1939-1940, 1941-1942